# Hans Medernach
Hans Medernach (* 8. Juni 1928 in Straßburg; † 22. November 2007 in Lüdenscheid) war ein deutscher Zeitungsverleger und Publizist.

## Leben und Wirken
Hans Medernach wurde in Straßburg geboren; sein Vater war Luxemburger, seine Mutter deutsche Elsässerin. Während des Zweiten Weltkriegs noch als Jugendlicher eingezogen, geriet er in Gefangenschaft. Anschließend ging er nach Lüdenscheid und machte eine Lehre als Schriftsetzer in der Lüdenscheider Verlagsdruckerei und ein Volontariat in Hameln. 1957 ging er nach Bonn zur Arbeitsgemeinschaft mittlerer Tageszeitungen, dann nach Kassel, wo er Verlagsdirektor beim Oncken-Verlag wurde, dem publizistischen Organ des Bundes Evangelisch-Freikirchlicher Gemeinden. 1975 kam er zurück nach Lüdenscheid, wo er den Verlag seines Schwiegervaters Wilhelm Ehmer übernahm.
Medernach war in der Leipziger Gesellschaft zur Förderung der Druckkunst tätig, war Vorstandsmitglied im Verein Rheinisch-Westfälischer Zeitungsverleger und engagierte sich im Vorstand des Deutschen Instituts für publizistische Bildungsarbeit. Maßgeblich betrieb er die Gründung der Initiative Tageszeitung. Er engagierte sich im Beirat des Studiengangs für Journalistik an der Universität Dortmund und saß in der Jury für den Lokaljournalistenpreis der Konrad-Adenauer-Stiftung. Mit dem Eintritt des Verlegers Dirk Ippen in die Verlagsgesellschaft, aus der der Märkische Zeitungsverlag entstand, wechselte Hans Medernach in die Rolle des Herausgebers, eine Position, die er bis 2000 innehatte.
Hans Medernach engagierte sich in verschiedenen Baptistengemeinden. Er war verheiratet und Vater von vier Töchtern. Er verstarb nach schwerer Krankheit im 79. Lebensjahr in Lüdenscheid.